# カスタマイズパーツ (ゾイド)
カスタマイズパーツ (CUSTOMIZE PARTS) は、玩具メーカータカラトミー（旧トミー）より販売されている『ゾイド』シリーズに登場する架空の兵器群。一般的には、ゾイドの追加兵装を指す。

## 概要
1999年以降のいわゆる新シリーズで発売された、ゾイドに装着する追加兵装をカスタマイズパーツと総称する。当初は、旧シリーズにおいて登場した派生機（いわゆるタイプMK-II機のこと）に増設された武装をバラ売りの形で販売したものが多かった（CP-01 ビームキャノンセットやCP-02 アサルトユニットなど）が、次第に新規に金型を起こしたものが増えていった。一、二種類のゾイドへの装着を想定したものがほとんどであるが、中には複数のゾイドに対応するものや、チェンジングアーマーシステム（ライガーゼロ#CAS（チェンジング・アーマー・システム））のように特定のゾイドにのみ装着可能なものも存在する。
旧シリーズのTFゾイド、新シリーズの一部のSSゾイドのように、他のゾイドのオプションパーツとなるゾイドも存在する。また、ゾイドブロックスは機体を構成する部品の全てがカスタマイズパーツと言える。
なお、コトブキヤから発売されているプラモデル版のゾイドであるハイエンドマスターモデルシリーズにおいてもカスタマイズパーツセットの名称でオプション類がリリースされている。こちらはクリアー成型、メッキ処理等の装飾用パーツも多い。
本来、カスタマイズパーツとはCPユニットシリーズのみを指す。しかし、このページでは便宜的に、旧シリーズで販売された改造セットおよびグレードアップユニット、さらにフィギアセットおよびディオラマベースといった情景模型も含め、商品ラインナップでの登場順に紹介している。

## 改造セット
旧シリーズ初期から中期（中央大陸戦争時代）にかけて登場した強化装備。

### 改造セットNO1
| 改造セットNO1 REMODEL SET NO1 | 改造セットNO1 REMODEL SET NO1 |
| ----------------------------- | --- |
| 番号                          | RCZ-01 |
| 内容                          | 装甲板×1 単魚雷×2 機銃架×1 火炎砲×1 40m/m砲×1 20m/m砲×1 20m/m対空砲（二連）×1 重機関銃×1 レーダー×1 アタッチメント×1（レーダーの基部として使用） タンク×1 過給器×1 銃座×1 スカイバギー×1 |
| 販売時期                      | 1984年3月発売 |

小型ゾイドへの装着を前提としたパーツセット。
※内容は「RCZ-01 改造セットNO1」商品パッケージに準拠。
キット解説
ゾイドシリーズ初期に発売されたマイクロゼンマイ仕様の機種全てに装着可能。小型ゾイド用の改造セット第二弾は登場せず、以降は大型ゾイド用となっている。
成型色は大まかに、全体が鈍色。シール類は付属しない。
月刊ゾイドグラフィックスVOL.7（シーパンツァー）およびVOL.8（プテラス）の「ボーナスパーツ」として、分割で復刻された。

### 改造セット〈共和国側大型メカ用〉
| 改造セット〈共和国側大型メカ用〉 | 改造セット〈共和国側大型メカ用〉 |
| -------------------------------- | --- |
| 番号                             | なし |
| 所属                             | ヘリック共和国 |
| 内容                             | 4連速射砲×1 エネルギータンク×2（1対） ミサイルポッド（8連）×2（1対） スタビライザー×2（1対） 電池カバー×2（1対） 長距離キャノン砲×2（1対） ホース×2 ミサイルポッド用アタッチメント×2 武器用アタッチメント×8（2種を4個ずつ） T字型アタッチメント×2 マンモス用アタッチメント×1 サラマンダー用アタッチメント×1 ウルトラザウルス用アタッチメント×1 スタビライザー用アタッチメント×2 ゴルドス用アタッチメント×1 |
| 販売時期                         | 1987年 |

ヘリック共和国側大型ゾイドへの装着を前提としたパーツセット。
※内容は「改造セット〈共和国側大型メカ用〉」商品パッケージに準拠。
キット解説
火器および外装はRBOZ-003 ゴジュラスをゴジュラス・マークII限定型へリデコ化した際に追加されたものの流用。ただし、エネルギータンク側面端のパイロンは、長距離キャノン砲を接続できるよう、3mm径から6mm径に変更された（エネルギータンクパーツの金型を一部改修している）。アタッチメント類は全て新規パーツ。
成型色は大まかに、全体がライトグレイ、アタッチメント類が黒、ゴムホースが黒。シールは新規のものだが、同時発売の改造セット〈帝国側大型メカ用〉と共通。このシールにはヘリック共和国およびゼネバス帝国の両陣営の国章があしらわれている。
対応ゾイド（箱写真ならびに説明書に記載されたゾイド）はゾイドマンモス、ゴルドス、サラマンダー、ウルトラザウルス、ゴジュラスの5種類だが、アタッチメントパーツの使い方を工夫すればビガザウロを初めとする各種ゾイド（陣営、大小問わず）への無加工取り付けも一応は可能である。
後に、パーツをさらに追加したNEW改造セット〈共和国側大型メカ用〉が発売された。
新世紀シリーズに限定販売されたキャノニアーゴルドスにはその部品の全てが、サラマンダーボンヴァーンには一部がそれぞれ同梱されている。

### 改造セット〈帝国側大型メカ用〉
| 改造セット〈帝国側大型メカ用〉 | 改造セット〈帝国側大型メカ用〉 |
| ------------------------------ | --- |
| 番号                           | なし |
| 所属                           | ゼネバス帝国 |
| 内容                           | サーベルタイガー・レッドホーンウィングベース用アタッチメント×1 ウイング×2（1対） サーベルタイガー用アタッチメント×1 全天候自己誘導ミサイルランチャーアタッチメント（ミサイル×4）×1 ディメトロドン用アタッチメント×1 レッドホーン用アタッチメント×1 武器用アタッチメント×4 T字型アタッチメント×2 連装電磁砲×1 高高度対空ミサイル×2 レーザーライト×2（2種を1個ずつ） レッドホーンビーム砲用アタッチメント×1 高機動ブースターパック×1 大型ビームランチャー×1 ホース×2 |
| 販売時期                       | 1987年発売 |

ゼネバス帝国側大型ゾイドへの装着を前提としたパーツセット。
※内容は「改造セット〈帝国側大型メカ用〉」商品パッケージに準拠。
キット解説
火器および外装の多くはEPZ-002 アイアンコングをアイアンコング・マークII限定型へリデコ化した際に追加されたものの流用。アタッチメント類のほとんどは新規パーツ。ウィングベース用アタッチメントとレーザーライト（2種のうちアイアンコング用でない方）は新規パーツとして追加されたもの。サーベルタイガーおよびレッドホーンは2パターンのパーツ装着例が紹介されるといった点は、共和国側大型メカ用に見られないものである。
成型色は大まかに、全体が銀色、クリアパーツが緑、ゴムホースが黒。シールは新規のものだが、同時発売の改造セット〈共和国側大型メカ用〉と共通。このシールにはヘリック共和国およびゼネバス帝国の両陣営の国章があしらわれている。
対応ゾイド（箱写真ならびに説明書に記載されたゾイド）はレッドホーン、サーベルタイガー、ディメトロドン、アイアンコングの4種類だが、共和国用セット同様、アタッチメントを工夫すればデスザウラーを初めとする各種ゾイドへの無加工取り付けも一応は可能。
後に、パーツをさらに追加したNEW改造セット〈帝国側大型メカ用〉が発売された。
新世紀シリーズ以降では、アイアンコング プロイツェンナイツに同梱された部品以外については再版・同梱が全く行われていない。

### NEW改造セット〈共和国側大型メカ用〉
| NEW改造セット〈共和国側大型メカ用〉 | NEW改造セット〈共和国側大型メカ用〉 |
| ----------------------------------- | --- |
| 番号                                | なし |
| 所属                                | ヘリック共和国 |
| 内容                                | 4連速射砲×1 エネルギータンク×2（1対） ミサイルポッド（8連）×2（1対） スタビライザー×2（1対） 電池カバー×2（1対） 長距離キャノン砲×2（1対） ホース×2 ミサイルポッド用アタッチメント×2 武器用アタッチメント×8（2種を4個ずつ） T字型アタッチメント×2 マンモス用アタッチメント×1 サラマンダー用アタッチメント×1 ウルトラザウルス用アタッチメント×1 スタビライザー用アタッチメント×2 ゴルドス用アタッチメント×1 キャノンビーム砲×2（1対） エネルギータンク×2（1対、キャノンビーム砲用） 過給器（ターボ）×1 キャノンビーム砲用ブースターパック×2（1対） キャノンビーム砲用アタッチメント×2 |
| 販売時期                            | 1988年6月発売 |

ヘリック共和国側大型ゾイドへの装着を前提としたパーツセット。
※内容は「NEW改造セット〈共和国側大型メカ用〉」商品パッケージに準拠。
キット解説
改造セット〈共和国側大型メカ用〉に、RPZ-02 シールドライガーをRPZ-07 シールドライガー・マークIIへリデコ化した際に追加されたパーツを同梱した商品である。ただし、シールドライガー・マークIIで使用される金属スプリングパイプは、当キットには付属しない。
成型色は大まかに、全体がライトグレイ、アタッチメント類が黒、ゴムホースが黒。シールは改造セット〈共和国側大型メカ用〉から変更なし。
対応ゾイドにディバイソンが追加されたが、使用するパーツは旧セットからのパーツのみであるため、旧商品でも再現は可能である。新規パーツを追加したウルトラザウルス用の新しい装着例が紹介されており、箱写真にもメインで使われている。

### NEW改造セット〈帝国側大型メカ用〉
| NEW改造セット〈帝国側大型メカ用〉 | NEW改造セット〈帝国側大型メカ用〉 |
| --------------------------------- | --- |
| 番号                              | なし |
| 所属                              | ゼネバス帝国 |
| 内容                              | サーベルタイガー・レッドホーンウィングベース用アタッチメント×1 ウイング×2（1対） サーベルタイガー用アタッチメント×1 全天候自己誘導ミサイルランチャーアタッチメント（ミサイル×4）×1 ディメトロドン用アタッチメント×1 レッドホーン用アタッチメント×1 武器用アタッチメント×4 T字型アタッチメント×2 連装電磁砲×1 高高度対空ミサイル×2 レーザーライト×2（2種を1個ずつ） レッドホーンビーム砲用アタッチメント×1 高機動ブースターパック×1 大型ビームランチャー×1 ホース×2 ブースターエネルギータンク×2（1対） デスザウラー用アタッチメント×1 高軌道飛行ウイング×2（1対） 安定尾翼×1 8連ミサイルポッド×1 8連ミサイルポッドアタッチメント×2（1対） 自動小銃×1 デスザウラー用ウイングアタッチメント×2 |
| 販売時期                          | 1988年6月発売 |

ゼネバス帝国側大型ゾイドへの装着を前提としたパーツセット。
※内容は「NEW改造セット〈帝国側大型メカ用〉」商品パッケージに準拠。
キット解説
改造セット〈帝国側大型メカ用〉に、EPZ-003 サーベルタイガーをグレートサーベルへリデコ化した際に追加されたパーツを同梱した商品である。ただし、グレートサーベルで使用される金属スプリングパイプは、当キットには付属しない。
成型色は大まかに、全体が銀色、クリアパーツが赤、ゴムホースが黒。商品パッケージの写真では、クリアパーツが改造セット〈帝国側大型メカ用〉同様緑だが、実際のキットでは赤となっている。シールは改造セット〈帝国側大型メカ用〉から変更なし。
対応ゾイドにデスザウラーが追加された。新規パーツの多くはデスザウラー用の強化パーツも兼ねており、旧セットからの部品と合わせて使用する。装着例は箱写真にもメインで使われているが、一部の雑誌広告などではこの装着例では使用しない大型ビームランチャーを取り付けた写真もあった。

## フィギアセット
旧シリーズ初期に発売された、ジオラマ用キット。様々なポーズの兵士フィギュアとその装備類をセットとした商品である。通常のゾイド同様、1/72スケール。シール類は付属しない。

### フィギアセットNO1〈地球人共和国側〉
| フィギアセットNO1〈地球人共和国側〉 FIGURE SET NO1 <TERRESTRIAL SOLDIERS> | フィギアセットNO1〈地球人共和国側〉 FIGURE SET NO1 <TERRESTRIAL SOLDIERS> |
| ------------------------------------------------------------------------- | ------------------------------------------------------------------------- |
| 番号                                                                      | RFZ-01                                                                    |
| 所属                                                                      | ヘリック共和国                                                            |
| 販売時期                                                                  | 1984年3月発売                                                             |

ヘリック共和国側に与した地球人兵士のフィギュアや小火器その他装備品のセット。
このセットには、スピーダーバギー1機が含まれている。
キット解説
月刊ゾイドグラフィックスVOL.9（ハンマーロック）の「ボーナスパーツ」として復刻された。

### フィギアセットNO2〈帝国側一般兵士〉
| フィギアセットNO2〈帝国側一般兵士〉 FIGURE SET NO2 <EMPEROR SOLDIERS> | フィギアセットNO2〈帝国側一般兵士〉 FIGURE SET NO2 <EMPEROR SOLDIERS> |
| --------------------------------------------------------------------- | --------------------------------------------------------------------- |
| 番号                                                                  | EFZ-01                                                                |
| 所属                                                                  | ゼネバス帝国                                                          |
| 販売時期                                                              | 1984年9月発売                                                         |

ゼネバス帝国兵のフィギュアや小火器その他装備品のセット。
このころのゼネバス帝国兵はまだ鎧に身を包んでおり、火器のほかに剣や盾も使用していたことが装備からわかる。このセットには「ZOIDS生物竜馬（ドラゴンホース）」と呼ばれる騎乗用動物1体が含まれている。ドラゴンホースは地球生物で言えば二足歩行の恐竜、特に獣脚類に似ており、その体高はウマ程度と見られる。
キット解説
月刊ゾイドグラフィックスVOL.10（ライジャー）の「ボーナスパーツ」として復刻された。

### フィギァデラックスセット
| フィギァデラックスセット FIGURE DX SET | フィギァデラックスセット FIGURE DX SET |
| -------------------------------------- | -------------------------------------- |
| 番号                                   | FZ-03                                  |
| 所属                                   | ヘリック共和国 / ゼネバス帝国          |
| 販売時期                               | 1985年4月発売                          |

フィギアセットNO1<地球人共和国側>とフィギアセットNO2<帝国側一般兵士>を同梱し、さらにゼネバス帝国側に与した地球人兵士の様々なポーズのフィギュアや小火器その他装備品のセットを追加した商品である。
地球人帝国側の装備には、アーマードスーツ1体とシーガルカイト1基が含まれている。

## ディオラマベース
旧シリーズ初期に発売された、ジオラマ用の基地模型。通常のゾイド同様、1/72スケール。
接続用の穴が多数開いた正方形の板状パーツ「パネルベース」数枚、それを接続するジョイントパーツ、クレーンなどストラクチャーパーツ、および様々なポーズの兵士フィギュアをセットとした商品である。パネルベースは基地の床面や壁面を表現し、複数を繋ぎ合わせて巨大ジオラマを作ることも可能。
パネルベースはグスタフに流用された。

### ディオラマベースNO1〈コンバットベース〉
| ディオラマベースNO1〈コンバットベース〉 | ディオラマベースNO1〈コンバットベース〉 |
| --------------------------------------- | --- |
| 番号                                    | DZ-01 |
| 所属                                    | ヘリック共和国 / ゼネバス帝国 |
| 内容                                    | 城壁×1 タワー×1 対空砲座×1 対空砲×2 カタパルト×1 カタパルトベース×1 発射機ベース×1 トーチカ×1 パネルベース×2 平行ジョイント×4 直角ジョイント×4 柱×2 柱ジョイント×1 |
| 販売時期                                | 1985年発売 |

当時発売されたゾイド世界観拡張用のオプションキットの一つ。その名の通り臨時の前線基地として組立てることができる。それぞれのパーツにはジョイントに互換性があるため、ユーザーのお好みでそのレイアウトやイメージを変えることが可能になっている。
※内容は基本的に「ディオラマベースNO1〈コンバットベース〉」商品パッケージに準拠しているが、省略されている「パネルベース」をここでは補記している（ディオラマベースデラックスセットおよびディオラマベーススーパーデラックス参照）。
キット解説
ストラクチャーパーツおよび兵士フィギュアは、当キット用の新規造形。兵士フィギュアは5体。シールは新規のものだが、同時発売のディオラマベースNO2〈ファクトリーベース〉およびディオラマベースNO3〈ヘリポートベース〉と共通。
月刊ゾイドグラフィックスVOL.1からVOL.6まで（順にゴドス、ヘルキャット、マルダー、スネークス、ツインホーン、ガイサック）の「ボーナスパーツ」として分割で復刻された。ただし、こちらはシールが付属しない。

### ディオラマベースNO2〈ファクトリーベース〉
| ディオラマベースNO2〈ファクトリーベース〉 | ディオラマベースNO2〈ファクトリーベース〉 |
| ----------------------------------------- | --- |
| 番号                                      | DZ-02 |
| 所属                                      | ヘリック共和国 / ゼネバス帝国 |
| 内容                                      | マジックハンド（ベース/アームベース/マジックアーム/マジックハンド）×1 給油塔（給油塔ベース/給油塔/給油アーム）×1 溶接機（ベース/アームベース/溶接機アーム/溶接機）×1 エレベータービークル（台車/エレベータービークル/エレベーター/ステップ）×1 パネルベース×2 平行ジョイント×4 直角ジョイント×4 柱×2 柱ジョイント×1 |
| 販売時期                                  | 1985年発売 |

当時発売されたゾイド世界観拡張用のオプションキットの一つ。その名の通りゾイドの整備基地として組立てることができる。それぞれのパーツにはジョイントに互換性があるため、ユーザーのお好みでそのレイアウトやイメージを変えることが可能になっている。
※内容は基本的に「ディオラマベースNO2〈ファクトリーベース〉」商品パッケージに準拠しているが、省略されている「パネルベース」をここでは補記している（ディオラマベースデラックスセットおよびディオラマベーススーパーデラックス参照）。
キット解説
ストラクチャーパーツおよび兵士フィギュアは、当キット用の新規造形。兵士フィギュアは5体。シールは新規のものだが、同時発売のディオラマベースNO1〈コンバットベース〉およびディオラマベースNO3〈ヘリポートベース〉と共通。このシールにはヘリック共和国およびゼネバス帝国の国章があしらわれており、いずれの陣営も再現可能。
ストラクチャーパーツのうち機材類は、Zi-025 グスタフ（グスタフMS）に流用された。

### ディオラマベースNO3〈ヘリポートベース〉
| ディオラマベースNO3〈ヘリポートベース〉 | ディオラマベースNO3〈ヘリポートベース〉                                                                                               |
| --------------------------------------- | --- |
| 番号                                    | DZ-03 |
| 所属                                    | ヘリック共和国 / ゼネバス帝国 |
| 内容                                    | マスト×2 ブリッジ×2 回転板×1 タンク×2 ビークルランチャー（ランチャーベース/ビークルランチャー）×1 支柱×12 脚ブロック×4 パネルベース×2 |
| 販売時期                                | 1985年発売 |

当時発売されたゾイド世界観拡張用のオプションキットの一つ。その名の通り小型ゾイドの発着場として組立てることができる。それぞれのパーツにはジョイントに互換性があるため、ユーザーのお好みでそのレイアウトやイメージを変えることが可能になっている。
※内容は基本的に「ディオラマベースNO3〈ヘリポートベース〉」商品パッケージに準拠しているが、省略されている「パネルベース」をここでは補記している（ディオラマベースデラックスセットおよびディオラマベーススーパーデラックス参照）。
キット解説
ストラクチャーパーツおよび兵士フィギュアは、当キット用の新規造形。兵士フィギュアは5体。シールは新規のものだが、同時発売のディオラマベースNO1〈コンバットベース〉およびディオラマベースNO2〈ファクトリーベース〉と共通。このシールにはヘリック共和国およびゼネバス帝国の国章があしらわれており、いずれの陣営も再現可能。
DZ-01およびDZ-02とはジョイントの仕様が微妙に異なっており、特に支柱となるパーツは細かく分けられていて組み合わせる数を調整することで基地の配置を立体的なものにすることが可能となっている。

### ディオラマベースデラックスセット
| ディオラマベースデラックスセット DIORAMA-BASE DX | ディオラマベースデラックスセット DIORAMA-BASE DX |
| ------------------------------------------------ | --- |
| 番号                                             | DZ-04 |
| 所属                                             | ヘリック共和国 / ゼネバス帝国 |
| 内容                                             | ミサイル発射機（二連）×1 発射機ベース×1 城壁×1 タワー×1 対空砲座×1 対空砲×2 カタパルト×1 カタパルトベース×1 トーチカ×1 マジックハンド×1 給油塔×1 溶接機×1 エレベータービークル×1 パネルベース×6 平行ジョイント×8 直角ジョイント×8 柱×4 柱ジョイント×2 |

※内容は基本的に「ディオラマベースデラックスセット」商品パッケージに準拠しているが、省略されている「発射機ベース」「タワー」「対空砲座」「カタパルトベース」「柱ジョイント」をここでは補記している（ディオラマベースNO1〈コンバットベース〉参照）。

### ディオラマベーススーパーデラックス
| ディオラマベーススーパーデラックス DIORAMA-BASE SUPER DX | ディオラマベーススーパーデラックス DIORAMA-BASE SUPER DX |
| -------------------------------------------------------- | --- |
| 番号                                                     | DZ-05 |
| 所属                                                     | ヘリック共和国 / ゼネバス帝国 |
| 内容                                                     | 発射機ベース×1 城壁×1 タワー×1 対空砲座×1 対空砲×2 カタパルト×1 カタパルトベース×1 トーチカ×1 マジックハンド×1 給油塔×1 溶接機×1 エレベータービークル×1 パネルベース×4 平行ジョイント×8 直角ジョイント×8 柱×4 柱ジョイント×2 ディオラマベース×2（2種を1枚ずつ） |
| 販売時期                                                 | 1987年発売 |

※内容は基本的に「ディオラマベーススーパーデラックス」商品パッケージに準拠しているが、省略されている「対空砲座」「対空砲」「カタパルト」「柱」「柱ジョイント」をここでは補記している（ディオラマベースNO1〈コンバットベース〉参照）。

## グレードアップユニット
旧シリーズ末期（第一次大陸間戦争時代）に登場した強化装備。アイフラッシャー以外のグレードアップユニットは、パワーコネクターと呼称される回転軸の伝達部に接続することでゾイド本体と連動するギミックを有する。基本的に、グレードアップユニットを装着可能なゾイドは商品パッケージにGマークがある。1989年発売、全5種類。
同じくトミー製の玩具シリーズ『サイテックス』のブロック接続および連動機構には、パワーコネクターと同様の規格が使用されている。そのため、グレードアップユニット（アイフラッシャーを除く）を『サイテックス』に流用することも可能。

### ハイパービームガン
| ハイパービームガン | ハイパービームガン                         |
| ------------------ | ------------------------------------------ |
| 番号               | GRADE UP UNIT NO.1                         |
| 所属               | ヘリック共和国                             |
| 全長               | 7.6m                                       |
| 全高               | 2.5m                                       |
| 全幅               | 5.1m                                       |
| 重量               | 13t                                        |
| ZEP                | 通常時 - 攻撃力：11、防御力：7、総合力：18 |
| 販売時期           | 1989年8月発売                              |

RPZ-12 ハウンドソルジャー用に開発された二連装の長距離ビーム砲。パワーコネクターを持つゾイド全てに装着可能だが、ハウンドソルジャー以外に装備した場合は出力の安定性が低下する。
キットはゾイド本体に連動して、砲身後部のブースター（ビームの威力を増幅させる装置）を回転させるギミックを有する。

### パルスキャノン
| パルスキャノン | パルスキャノン                             |
| -------------- | ------------------------------------------ |
| 番号           | GRADE UP UNIT NO.2                         |
| 所属           | ガイロス帝国                               |
| 全長           | 7.5m                                       |
| 全高           | 6.2m                                       |
| 全幅           | 2.5m                                       |
| 重量           | 11t                                        |
| ZEP            | 通常時 - 攻撃力：10、防御力：5、総合力：15 |
| 販売時期       | 1989年8月発売                              |

DPZ-13 ジーク・ドーベル用に開発されたビーム砲。二連の砲口が回転しながら毎秒数百発のパルス弾を発射する。パワーコネクターを持つゾイド全てに装着可能だが、ジーク・ドーベル以外に装備した場合はエネルギーの消費率が悪化する。DPZ-23 ガン・ギャラドは同武装を標準装備している。
キットはゾイド本体に連動して、砲口を回転させるギミックを有する。

### アイフラッシャー
| アイフラッシャー | アイフラッシャー                          |
| ---------------- | ----------------------------------------- |
| 番号             | GRADE UP UNIT NO.3                        |
| 所属             | ヘリック共和国 / ガイロス帝国             |
| 全長             | 不明（設定なし）                          |
| 全高             | 不明（設定なし）                          |
| 全幅             | 不明（設定なし）                          |
| 重量             | 不明（設定なし）                          |
| ZEP              | 通常時 - 攻撃力：9、防御力：9、総合力：18 |
| 販売時期         | 1989年8月発売                             |

敵を捕捉するためのサーチレーダーおよびエネルギータンク。本来はヘリック共和国軍の装備だが、情報漏洩により暗黒軍（ガイロス帝国軍）も同様のものを製造可能となった。
キットは単3形乾電池一本と麦球を使用した赤色発光ギミックを有する。他のグレードアップユニットと異なり、パワーコネクターではなく専用の接続部が必要。ゾイド本体の頭部（コックピット）から座席パーツを外し、そこへライトを仕込み目を光らせる仕組みとなっている（ガル・タイガーのみ目ではなく、小型荷電粒子砲が発光）。こうした構造やコードの長さの関係から、装着可能なゾイドは開発順にハウンドソルジャー、ジーク・ドーベル、キングライガー、ガル・タイガー、ゴッドカイザー、キングバロン、アイス・ブレーザー、バトルクーガーの8機種に限られる。

### ウイングライダー
| ウイングライダー | ウイングライダー                           |
| ---------------- | ------------------------------------------ |
| 番号             | GRADE UP UNIT NO.4                         |
| 所属             | ヘリック共和国                             |
| 全長             | 5m                                         |
| 全高             | 3.5m                                       |
| 全幅             | 13.1m                                      |
| 重量             | 9t                                         |
| ZEP              | 通常時 - 攻撃力：14、防御力：8、総合力：22 |
| 販売時期         | 1989年9月発売                              |

RPZ-15 キングライガー用に開発された短距離飛行用グライダー。上部に二基の二連装ビーム砲のようなパーツもある。パワーコネクターを持つゾイド全てに装着可能だが、キングライガー以外に装備した場合は航続距離が低下する。
キットはゾイド本体に連動して、翼を上下に駆動するギミックを有する。

### ジャイロクラフター
| ジャイロクラフター | ジャイロクラフター                         |
| ------------------ | ------------------------------------------ |
| 番号               | GRADE UP UNIT NO.5                         |
| 所属               | ガイロス帝国                               |
| 全長               | 2.9m                                       |
| 全高               | 2.1m                                       |
| 全幅               | 10m                                        |
| 重量               | 10t                                        |
| ZEP                | 通常時 - 攻撃力：8、防御力：10、総合力：18 |
| 販売時期           | 1989年9月発売                              |

DPZ-16 ガル・タイガー用に開発された、垂直離着陸を可能とする飛行ユニット。エネルギー増幅装置により火力を向上させ、かつ飛行距離も長い。パワーコネクターを持つゾイド全てに装着可能だが、ガル・タイガー以外に装備した場合はバランスの悪化を招く。後のZAC2056年以降に再配備されたガル・タイガーにはマグネッサーシステムを使わずとも飛行できるシステムとして標準装備されることになる。
キットはゾイド本体に連動して、ファンを回転させるギミックを有する。設定、形状ともにティルトローター機を想起させるものとなっている。2009年に発売されたGRZ-13 ガルタイガーGCでは元から同梱されている。 

## CPユニット
平成ゾイドシリーズ（第二次大陸間戦争開戦後）に登場した強化装備。CP-01 ビームキャノンセットからCP-27 シュトゥルムユニットまでを指す。また、イベント限定商品としてはカスタマイズパーツA1が発売された。
ゾイドシリーズでカスタマイズパーツと言えば、厳密にはこれらCPユニットのみを指す言葉である。機獣新世紀ゾイド公式ファンブック2巻では「CPユニット」として紹介されている一方、3巻では「CPパーツ」となっている。
商品パッケージには、装着が想定されるゾイドの写真と解説が掲載されている。そのため各CPユニットを開発した陣営の判別が可能だが、異なる陣営の機体への装着例写真も並び掲載されている場合も少なくない（CP-15 アサルトガトリングユニットなど）。特にCP-24 フレキシブルブースターユニット、CP-25 アクティブシールドユニット、CP-26 全方位ミサイルユニットの3種は装着機種が明言されていない。
商品の多くにはパッケージや説明書に複数のゾイドへの接続例が記載されており、接続用のパーツも付属している。工夫によっては紹介例以外のゾイドへの無加工接続も可能。全ての部品が1つのランナーに収められている物が多く、パッケージ写真の再現には塗装を必要とする場合が多い。

### CP-01 ビームキャノンセット
| ビームキャノンセット | ビームキャノンセット                                                                        |
| -------------------- | ------------------------------------------------------------------------------------------- |
| 番号                 | CP-01                                                                                       |
| 所属                 | ヘリック共和国                                                                              |
| 内容                 | ビームキャノン×2 ビームキャノンブースター×2 エネルギータンク×2 ミサイルポッドアタッチメント |
| 販売形態             | 一般販売                                                                                    |
| 販売時期             | 2000年4月25日発売                                                                           |

主としてシールドライガーに対応するCPユニット。これを装備したRZ-007 シールドライガーをシールドライガーDCSと呼称する。さらに動力機関への強化を施した機体がシールドライガーDCS-J（ダブルキャノンスペシャル-ジェット）である。
※内容は「CP-01 ビームキャノンセット」商品パッケージに準拠。
キット解説
成型色は大まかに、全体がわずかに黄みを帯びたガンメタル、関節キャップがライトグレー。金属スプリングパイプは着色されていない銀色のまま。シール類は付属しない。
本来は、旧シリーズで販売されたRPZ-07 シールドライガー・マークII、NEW改造セット〈共和国側大型メカ用〉のキットに共通するパーツであった。ただし、動力パイプを金属製スプリングで再現するのはシールドライガー・マークII由来であり、改造セットには存在していなかった。旧マークIIからの変更点として、スプリングの両端部にプラスチック製の接続用パイプが追加されている。

### CP-02 アサルトユニット
| アサルトユニット | アサルトユニット                                                                                    |
| ---------------- | --------------------------------------------------------------------------------------------------- |
| 番号             | CP-02                                                                                               |
| 所属             | ガイロス帝国                                                                                        |
| 内容             | 8連ミサイルポッド 高機動スタビライザー（背部） スタビライザー（尾部） エネルギータンク×2 ビームガン |
| 販売形態         | 一般販売                                                                                            |
| 販売時期         | 2000年4月25日発売                                                                                   |

セイバータイガー専用のCPユニット。攻撃力と機動力を向上させる兵装である。これを装備したEZ-016 セイバータイガーをセイバータイガーATと呼称する。
※内容は「CP-02 アサルトユニット」商品パッケージに準拠。
キット解説
成型色は大まかに、全体がガンメタル。金属スプリングパイプは着色されていない銀色のまま。シール類は付属しない。
本来は、旧シリーズで販売されたEPZ-003 グレートサーベル、NEW改造セット〈帝国側大型メカ用〉のキットに共通するパーツであった。ただし、動力パイプを金属製スプリングで再現するのはグレートサーベル由来であり、改造セットには存在していなかった。スプリング両端のプラ製パイプの追加はCP-01と同様。旧シリーズ同様デスザウラーへの接続も可能であるが説明書での記載は無く、ウイング装着用パーツは未使用扱いとなっている。

### CP-03 ビームガトリングセット
| ビームガトリングセット | ビームガトリングセット                           |
| ---------------------- | ------------------------------------------------ |
| 番号                   | CP-03                                            |
| 所属                   | ガイロス帝国                                     |
| 内容                   | ビームガトリングガン（6砲身）×1 ビームキャノン×1 |
| 販売形態               | 一般販売                                         |
| 販売時期               | 2000年4月25日発売                                |

主としてレッドホーンに対応するCPユニット。これを装備したEZ-004 レッドホーンをレッドホーンGCまたはレッドホーンBGと呼称する。
かつて第一次大陸間戦争期にDPZ-10 ダーク・ホーンがハイブリッドバルカンおよび収束ビーム砲として装備していたものと同形。
※内容は「CP-03 ビームガトリングセット」商品パッケージに準拠。
キット解説
成型色は大まかに、全体が黒みの強いガンメタル。金属スプリングパイプは着色されていない銀色のまま。シール類は付属しない。
本来は、旧シリーズで販売されたDPZ-10 ダーク・ホーンのキットの一部であった。
当商品は、シュバルツ少佐専用機（セイバータイガーSS、アイアンコングSS）を再現する際に必須となる。

### CP-04 アタックユニット
| アタックユニット | アタックユニット                                                      |
| ---------------- | --------------------------------------------------------------------- |
| 番号             | CP-04                                                                 |
| 所属             | ヘリック共和国                                                        |
| 内容             | ロングレンジキャノン（1対） スタビライザー×2 アシスタンスブースター×2 |
| 販売形態         | 一般販売（通常版） ゾイドショップにて数量限定販売（限定版）           |
| 販売時期         | 2000年6月29日発売（通常版） 2003年5月20日発売（限定版）               |

主としてコマンドウルフに対応するCPユニット。これを装備したRZ-009 コマンドウルフをコマンドウルフAUと呼称する。また、RZ-042 コマンドウルフACはアタックユニットを標準装備する。
※内容は通常版「CP-04 アタックユニット」商品パッケージに準拠。
キット解説
成型色は大まかに、通常版では全体が黒、限定版では全体が白。いずれのバージョンもシールは同様で、これは当キット用の新規のもの。

### CP-05 大口径ビームキャノンセット
| 大口径ビームキャノンセット | 大口径ビームキャノンセット                                  |
| -------------------------- | ----------------------------------------------------------- |
| 番号                       | CP-05                                                       |
| 所属                       | ヘリック共和国                                              |
| 内容                       | 大口径ビームキャノン×1 ショックアブソーバー（1対）          |
| 販売形態                   | 一般販売（通常版） ゾイドショップにて数量限定販売（限定版） |
| 販売時期                   | 2000年6月29日発売（通常版） 2003年5月20日発売（限定版）     |

主としてカノントータスに対応するCPユニット。これを装備し攻撃力を向上させたRZ-013 カノントータスをカノントータスBCと呼称する。
※内容は通常版「CP-05 大口径ビームキャノンセット」商品パッケージに準拠。
キット解説
成型色は大まかに、通常版では全体が濃緑色、限定版では全体がガンメタル。いずれのバージョンもシールは同様で、これは当キット用の新規のもの。

### CP-06 ボマーユニット
| ボマーユニット | ボマーユニット |
| -------------- | --- |
| 番号           | CP-06 |
| 所属           | ヘリック共和国 |
| 内容           | 拡張ウェポンベイ（ミサイル×3）×2 対地ミサイル用レーザー誘導装置×2 エクステンショナー×2（接続パーツ） ミサイルパック（ミサイル×4）×2 |
| 販売形態       | 一般販売（通常版） ゾイドショップにて数量限定販売（限定版）                                                                         |
| 販売時期       | 2000年6月29日発売（通常版） 2003年5月20日発売（限定版）                                                                             |

主としてプテラスに対応するCPユニット。爆撃能力と索敵能力を向上させる兵装である。これを装備したRZ-010 プテラスをプテラスボマーと呼称する。
※内容は通常版「CP-06 ボマーユニット」商品パッケージに準拠。
キット解説
成型色は大まかに、通常版では全体が青、限定版では全体が赤。いずれのバージョンもシールは同様で、これは当キット用の新規のもの。

### CP-07 キャノリーユニット
| キャノリーユニット | キャノリーユニット                                          |
| ------------------ | ----------------------------------------------------------- |
| 番号               | CP-07                                                       |
| 所属               | ガイロス帝国                                                |
| 内容               | AZ120mmグラインドキャノン×1                                 |
| 販売形態           | 一般販売（通常版） ゾイドショップにて数量限定販売（限定版） |
| 販売時期           | 2000年6月29日発売（通常版） 2003年5月20日発売（限定版）     |

主としてモルガに対応するCPユニット。これを装備し輸送能力の増強と遠距離砲撃能力を付加したEZ-006 モルガをキャノリーモルガと呼称する。
※内容は通常版「CP-07 キャノリーユニット」商品パッケージに準拠。
キット解説
成型色は大まかに、通常版では全体が黒、限定版では全体がガンメタル。いずれのバージョンもシールは同様で、これは当キット用の新規のもの。ハイエンドマスターモデルでは排莢ギミックが追加された他、弾倉の着脱が可能。REALIZE MODELではアウトリガーが追加されている他、専用の接続パーツを用いることで他のゾイドにも装着できる。さらに弾倉の着脱も可能。アウトリガーを外してポリキャップをカバーにすることもできる。

### CP-08 パイルバンカーユニット
| パイルバンカーユニット | パイルバンカーユニット                                      |
| ---------------------- | ----------------------------------------------------------- |
| 番号                   | CP-08                                                       |
| 所属                   | ガイロス帝国                                                |
| 内容                   | パイルバンカーユニット×1                                    |
| 販売形態               | 一般販売（通常版） ゾイドショップにて数量限定販売（限定版） |
| 販売時期               | 2000年6月29日発売（通常版） 2003年5月20日発売（限定版）     |

主としてレブラプターに対応するCPユニット。特殊金属製の槍を爆発的な加速で射出する格闘戦用武装である。これを装備したEZ-027 レブラプターをレブラプターPB、またパイルバンカーユニットを二基装備した仕様をレブラプターWPBと呼称する。
※内容は通常版「CP-08 パイルバンカーユニット」商品パッケージに準拠。
キット解説
成型色は大まかに、通常版では全体が小豆色、限定版では全体がカーキ色。いずれのバージョンもシールは同様で、これは当キット用の新規のもの。
また、成型色をくすんだ金色に変更したバージョンが、GZ-015 ハヤテライガー早期購入特典として、全国のキャンペーン協賛店舗にて20,000名限定で配布された。シールは通常版や限定版と同様。ハイエンドマスターモデルではパイルバンカーユニットに加え専用アームとレーダーユニットが追加されている。

### CP-09 ブースターキャノンセット
| ブースターキャノンセット | ブースターキャノンセット                                    |
| ------------------------ | ----------------------------------------------------------- |
| 番号                     | CP-09                                                       |
| 所属                     | ガイロス帝国                                                |
| 内容                     | ブースターキャノン×2                                        |
| 販売形態                 | 一般販売（通常版） ゾイドショップにて数量限定販売（限定版） |
| 販売時期                 | 2000年6月29日発売（通常版） 2003年5月20日発売（限定版）     |

主としてレドラーに対応するCPユニット。ブースターキャノンは、火砲とブースターが一体になった兵装である。これを装備したEZ-005 レドラーをレドラーBCと呼称する。
※内容は通常版「CP-09 ブースターキャノンセット」商品パッケージに準拠。
キット解説
成型色は大まかに、通常版では全体がガンメタル、限定版では全体が青。いずれのバージョンもシールは同様で、これは当キット用の新規のもの。
また、成型色を黒に変更したバージョンが、FZ-001 ライガーゼロフェニックス早期購入特典として、全国のイトーヨーカドーにて数量限定配布された。このバージョンにはシールが無い。

### CP-10 ゴジュラスキャノンセット
| ゴジュラスキャノンセット | ゴジュラスキャノンセット                                                     |
| ------------------------ | ---------------------------------------------------------------------------- |
| 番号                     | CP-10                                                                        |
| 所属                     | ヘリック共和国                                                               |
| 内容                     | ロングレンジバスターキャノン（ゴジュラスキャノン）×2 AZ4連装ショックカノン×1 |
| 販売形態                 | 一般販売                                                                     |
| 販売時期                 | 2000年7月22日発売                                                            |

主としてゴジュラスに対応するCPユニット。これを装備したRZ-001 ゴジュラスをゴジュラスガナーもしくはゴジュラスキャノン、RZ-008 ゴルドスをゴルドス重砲タイプと呼称する。
※内容は「CP-10 ゴジュラスキャノンセット」商品パッケージに準拠。
キット解説
成型色は大まかに、全体がミッドナイトブルー（黒に近い紺）、関節キャップが黒。シールは当キット用の新規のもの。
本来は、旧シリーズで販売されたゴジュラス・マークII限定型、ゴジュラス・マークII量産型、改造セット〈共和国側大型メカ用〉、NEW改造セット〈共和国側大型メカ用〉のキットに共通するパーツであった。

### CP-11 マニューバスラスターユニット
| マニューバスラスターユニット | マニューバスラスターユニット                                                   |
| ---------------------------- | ------------------------------------------------------------------------------ |
| 番号                         | CP-11                                                                          |
| 所属                         | ガイロス帝国                                                                   |
| 内容                         | ハイマニューバーブースターパック×1 バーニアスタビライザー×2 レーザーセンサー×1 |
| 販売形態                     | 一般販売                                                                       |
| 販売時期                     | 2000年7月22日発売                                                              |

主としてアイアンコングに対応するCPユニット。戦闘機動時の運動性能を飛躍的に向上させるスラスターなどの兵装である。これを装備したEZ-015 アイアンコングをアイアンコングMSもしくはアイアンコングマニューバーカスタムと呼称する。
※内容は「CP-11 マニューバスラスターユニット」商品パッケージに準拠。
キット解説
成型色は大まかに、全体がメタリック調の銅色、クリアパーツが緑、関節キャップがライトグレイ。シールは当キット用の新規のもの。
本来は、旧シリーズで販売されたアイアンコング・マークII限定型、アイアンコング・マークII量産型、改造セット〈帝国側大型メカ用〉、NEW改造セット〈帝国側大型メカ用〉のキットに共通するパーツであった。

### CP-12 アタックブースターユニット
| アタックブースターセット | アタックブースターセット                                                        |
| ------------------------ | ------------------------------------------------------------------------------- |
| 番号                     | CP-12                                                                           |
| 所属                     | ヘリック共和国                                                                  |
| 内容                     | アタックブースター（AZハイデンシティビームキャノン/高機動ロケットブースター）×2 |
| 販売形態                 | 一般販売                                                                        |
| 販売時期                 | 2000年9月28日発売                                                               |

ブレードライガー専用のCPユニット。アタックブースターは、ビーム砲とブースターが一体になった兵装である。これを装備したRZ-028 ブレードライガーをブレードライガーABと呼称する。
※内容は「CP-12 アタックブースターセット」商品パッケージに準拠。
キット
ブレードライガーの脇腹から展開するアームに、本来の装備であるレーザーブレードに加えて接続される。そのため、アーム基部の保持力不足と重量増加による脱落への対策を考慮した、交換用のアーム保持パーツも含まれる。
成型色は大まかに、全体がダークグレイ。青い部分塗装が施されている。シールは当キット用の新規のもの。

### CP-13 ワイルドウィーゼルユニット
| ワイルドウィーゼルユニット | ワイルドウィーゼルユニット                                             |
| -------------------------- | ---------------------------------------------------------------------- |
| 番号                       | CP-13                                                                  |
| 所属                       | ヘリック共和国                                                         |
| 内容                       | レドーム×1 AZ144mm二連装パルスレーザーガン×2 AZ180mm二連装ビームガン×2 |
| 販売形態                   | 一般販売                                                               |
| 販売時期                   | 2000年9月28日発売                                                      |

主としてガンスナイパーに対応するCPユニット。ワイルド・ウィーゼル任務のための策敵および制圧用の兵装である。レドーム内の高性能マルチレーダーは電子妨害装置としての機能も有する。これを装備したRZ-030 ガンスナイパーをガンスナイパーW²と呼称する。また、レドームのみをRZ-010 プテラスに搭載した機体はプテラスレドームスペシャルと呼称される。仕様の呼称は特に定められていないが、汎用小型ゾイドであるRZ-014 ゴドスにもユニット全体を装備可能。
※内容は「CP-13 ワイルドウィーゼルユニット」商品パッケージに準拠。
キット解説
成型色は大まかに、全体がジャーマングレイ、ゴムキャップがRZ版ガンスナイパー同様やわらかい黄赤。シールは当キット用の新規のもの。

### CP-14 バイキングランスユニット
| バイキングランスユニット | バイキングランスユニット              |
| ------------------------ | ------------------------------------- |
| 番号                     | CP-14                                 |
| 所属                     | ヘリック共和国                        |
| 内容                     | バイキングヒートランス×1 3Dレーダー×1 |
| 販売形態                 | 一般販売                              |
| 販売時期                 | 2000年12月28日発売                    |

主としてハンマーヘッドに対応するCPユニット。銛を巨大化したようなバイキングヒートランスとレドーム型の3Dレーダーをセットとしたもの。これを装備したRZ-033 ハンマーヘッドをハンマーヘッドVLと呼称する。
※内容は「CP-14 バイキングランスユニット」商品パッケージに準拠。
キット解説
成型色は大まかに、全体がくすんだメタリックブラウン。シールは当キット用の新規のもの。
説明書では同商品を二つ揃えれば「ダブルバイキングヒートランス」を再現できる旨も記載されている。

### CP-15 アサルトガトリングユニット
| アサルトガトリングユニット | アサルトガトリングユニット                                                                                                 |
| -------------------------- | --- |
| 番号                       | CP-15 |
| 所属                       | ガイロス帝国 |
| 内容                       | ビームガトリングガン（6砲身）×1 16連装地対地ミサイルポッド×1 ハイプレシジョンデュアルセンサー×2 赤外線レーザーサーチャー×1 |
| 販売形態                   | 一般販売 |
| 販売時期                   | 2001年1月1日発売 |

主としてエレファンダーに対応するCPユニット。これを装備したEZ-038 エレファンダーをエレファンダーAGと呼称する。ビームガトリングガンは短砲身のため、これのみを小型ゾイドに装着することも可能であり、その場合、戦闘力が4割から6割程度向上するとされる。
※内容は「CP-15 アサルトガトリングユニット」商品パッケージに準拠。
キット解説
成型色は大まかに、ガトリングガンが銀灰色、ミサイルポッドが赤みを帯びたメタリックブラック、ゴムキャップが赤。エレファンダーに合わせた配色である。シールは当キット用の新規のもの。
商品パッケージにはエレファンダーのほか、RZ-028 ブレードライガーおよびEZ-032 シンカーへの応用例が写真で掲載されている（呼称の設定は無い）。
元々はエレファンダーとともに学年誌の読者公募・「ゾイドデザインコンテスト」（パーツ部門）に入選した作品で、ブレードライガー用の装備として投稿されたもの（装着時は「アサルトライガー」と呼称）であった。

### CP-16 ゾイドコントローラー
ライトニングサイクス、デススティンガー、バーサークフューラー、凱龍輝のキットに接続して操作することができる有線のリモコン。CPユニットにラインナップされているが、兵装の類ではない。単2形乾電池を二本使用。前進、後進、右旋回、左旋回の四つの基本動作を組み合わせて操作する。
シール類は付属しない。

### CP-17 シュナイダーユニット
| シュナイダーユニット SCHNEIDER UNIT | シュナイダーユニット SCHNEIDER UNIT |
| ----------------------------------- | --- |
| 番号                                | CP-17 |
| 所属                                | ヘリック共和国 |
| 内容                                | Eシールドジェネレーター×5（頭部） ラッシングレーザーブレード×5（頭部） 肩部高機動スラスター×2（背部前方） 高出力イオンターボブースター×2 レーザーブレード×2 ショルダーカウル（四肢肩部） 高機動スラスター×4（四肢肩部） レッグカウル（四肢） フットカウル（四肢） マルチセンサー兼スカウターポッド×1（尾部先端） |
| 販売形態                            | 一般販売 |
| 販売時期                            | 2001年3月22日発売 |

CPユニットにラインナップされているが、実質的にはライガーゼロ専用のチェンジングアーマーシステム（ライガーゼロ#CAS（チェンジング・アーマー・システム））。外装をシュナイダーユニットに換装したRZ-041 ライガーゼロは格闘能力が大幅に向上し、ライガーゼロシュナイダーと呼称される。
※内容は「CP-17 シュナイダーユニット」商品パッケージに準拠。

### CP-18 4連装インパクトカノンセット
| 4連装インパクトカノンセット | 4連装インパクトカノンセット    |
| --------------------------- | ------------------------------ |
| 番号                        | CP-18                          |
| 所属                        | ヘリック共和国                 |
| 内容                        | AZ200mm4連装インパクトカノン×1 |
| 販売形態                    | 一般販売                       |
| 販売時期                    | 2001年3月22日発売              |

主としてスピノサパーに対応するCPユニット。複合センサーによる自動照準で、四方向同時砲撃が可能なビーム砲である。これを装備したRZ-043 スピノサパーをスピノサパー4連キャノンと呼称する。
※内容は「CP-18 4連装インパクトカノンセット」商品パッケージに準拠。
キット解説
成型色は大まかに、全体が白。RZ-043 スピノサパーに合わせた色調である。シールは当キット用の新規のもの。

### CP-19 バインドコンテナ
| バインドコンテナ | バインドコンテナ                                                                       |
| ---------------- | -------------------------------------------------------------------------------------- |
| 番号             | CP-19                                                                                  |
| 所属             | ガイロス帝国                                                                           |
| 乗員人数         | 1名                                                                                    |
| 内容             | バインドコンテナ ウエポンバインダー（チェンソー/ドリル/アームクロー/ヘキサゴンレンチ） |
| 販売形態         | 一般販売                                                                               |
| 販売時期         | 2001年3月22日発売                                                                      |

主としてザバットに対応するCPユニット。ザバット（有人仕様機）の腹部に装備されたホーミングボムをバインドコンテナと換装し、輸送機として運用するためのパーツである。コンテナには通常の補給物資のほか、工兵用の機材であるウエポンバインダーを搭載可能。バインドコンテナを装備したEZ-044 ザバットをザバットコンテナと呼称する。ウエポンバインダーのみをEZ-027 レブラプターなど、他のゾイドに装着することも可能。
※内容は「CP-19 バインドコンテナ」商品パッケージに準拠。
キット解説
ウエポンバインダーに乗せる椅座姿勢のパイロットフィギュア1体も含まれる。成型色は大まかに、全体が銀灰色、パイロットフィギュアが青。シールは当キット用の新規のもの。

### CP-20 イエーガーユニット
| イエーガーユニット JAGER UNIT | イエーガーユニット JAGER UNIT |
| ----------------------------- | --- |
| 番号                          | CP-20 |
| 所属                          | ヘリック共和国 |
| 内容                          | 頭部アーマー マルチブレードアンテナ×2（頭部） エアロフェアリング×4（頭部） バルカンポッド×2（頭部側面） 大型イオンブースター×2 サイドスラスター×2（胴体側面） ショルダーカウル（四肢肩部） レッグカウル（四肢） 対物ブレードセンサー×8 フライングバルカンポッド×1（尾部先端） |
| 販売形態                      | 一般販売 |
| 販売時期                      | 2001年4月26日発売 |

CPユニットにラインナップされているが、実質的にはライガーゼロ専用のチェンジングアーマーシステム（ライガーゼロ#CAS（チェンジング・アーマー・システム））。外装をイエーガーユニットに換装したRZ-041 ライガーゼロは機動力が極限まで強化され、ライガーゼロイエーガーと呼称される。
※内容は「CP-20 イエーガーユニット」商品パッケージに準拠。ただし、商品パッケージに記載されている「フットカウル」は、実際は足首より先(foot)に装着されるパーツは無いため、ここでは省略している。

### CP-21 パンツァーユニット
| パンツァーユニット PANZER UNIT | パンツァーユニット PANZER UNIT |
| ------------------------------ | --- |
| 番号                           | CP-21 |
| 所属                           | ヘリック共和国 |
| 内容                           | 頭部アーマー マルチブレードアンテナ×2（頭部） エアロフェアリング×4（頭部） AZ2連装ミサイルポッド×2（頭部側面） ハイブリッドキャノン（上:AZ216mmレールガン/下:AZ108mmビームガン）×2 AZ6連装マイクロホーミングミサイルポッド×4（背部/胴体側面/尾部先端） AZ2連装マイクロホーミングミサイルポッド×2（背部後方） チェストアーマー（胸部） AZ3連装グレネードランチャー×1（胸部） ショルダーカウル（四肢肩部） AZ2連装ミサイルポッド×2（前肢肩部） AZ3連装マイクロホーミングミサイルポッド×2（後肢肩部） レッグカウル（四肢） バルカンポッド×2（尾部先端） |
| 販売形態                       | 一般販売 |
| 販売時期                       | 2001年6月28日発売 |

CPユニットにラインナップされているが、実質的にはライガーゼロ専用のチェンジングアーマーシステム（ライガーゼロ#CAS（チェンジング・アーマー・システム））。外装をパンツァーユニットに換装したRZ-041 ライガーゼロは本格的な砲撃戦にさえ対応可能となり、ライガーゼロパンツァーと呼称される。
※内容は「CP-21 パンツァーユニット」商品パッケージに準拠。ただし、商品パッケージに記載されている「フットカウル」は、実際は足首より先(foot)に装着されるパーツは無いため、ここでは省略している。

### CP-22 デュアルスナイパーライフル
| デュアルスナイパーライフル | デュアルスナイパーライフル   |
| -------------------------- | ---------------------------- |
| 番号                       | CP-22                        |
| 所属                       | ヘリック共和国               |
| 内容                       | デュアルスナイパーライフル×1 |
| 販売形態                   | 一般販売                     |
| 販売時期                   | 2001年12月                   |

主としてRZ-053 ケーニッヒウルフに対応するCPユニット。水平二連の中折れ式長砲身ライフルである。背部に搭載され、普段は屈曲しておき、使用時に伸展する。破壊力と射程はRZ-030 ガンスナイパーが装備するAZ144mmスナイパーライフル以上だが、反動が強く多用はできない。ケーニッヒウルフのヘッドギアに内蔵された精密射撃用スコープによって高精度の狙撃が可能。
店頭用プロモーションCGアニメでは機関銃の如く連射する描写がある。同様に、アニメ『ゾイドフューザーズ』でもFZ-002 ケーニッヒウルフMk-IIがしばしば連射を行っていた。
※内容は「CP-22 デュアルスナイパーライフル」商品パッケージに準拠。
キット解説
手動ギミックは、砲身の屈伸のほか、遊底（スライド）を前後動（ブローバック?）させると連動でベルトリンクパーツが回転する。
成型色は大まかに、砲身と機関部が鈍色、装甲部が白、ゴムキャップが緑。RZ版ケーニッヒウルフに合わせた色調・配色である。シールは当キット用の新規のもの。

### CP-23 AZ5連装ミサイルポッドセット
| AZ5連装ミサイルポッドセット | AZ5連装ミサイルポッドセット |
| --------------------------- | --------------------------- |
| 番号                        | CP-23                       |
| 所属                        | ヘリック共和国              |
| 内容                        | AZ5連装ミサイルポッド×4     |
| 販売形態                    | 一般販売                    |
| 販売時期                    | 2001年12月                  |

RZ-053 ケーニッヒウルフ専用のCPユニット。左右前肢肩部に二基ずつ装着する。CP-22 デュアルスナイパーライフルよりも扱いやすく、火力を充実させることが可能な装備である。ケーニッヒウルフのヘッドギアに内蔵された精密射撃用スコープによって複数の標的を同時に攻撃することができる。また、前肢肩部の装甲もさらに強固なものへと交換される。
※内容は「CP-23 AZ5連装ミサイルポッドセット」商品パッケージに準拠。
キット解説
手動ギミックは、各ミサイルポッドの蓋の開閉。成型色は大まかに、ミサイルポッド部が鈍色、装甲部が白。RZ版ケーニッヒウルフに合わせた色調・配色である。シールは当キット用の新規のもの。

### CP-24 フレキシブルブースターユニット
| フレキシブルブースターユニット | フレキシブルブースターユニット                                                                |
| ------------------------------ | --------------------------------------------------------------------------------------------- |
| 番号                           | CP-24                                                                                         |
| 開発                           | Nakase Industry                                                                               |
| 内容                           | フレキシブルブースター×2 ロングレンジライフル×2/マイクロミサイル×2（選択式） アイアンクロー×1 |
| 販売形態                       | 一般販売（通常版） ゾイドショップにて数量限定販売（限定版）                                   |
| 販売時期                       | 2002年1月19日発売（通常版） 2003年5月20日発売（限定版）                                       |

主としてハンマーロック、スナイプマスターに対応するCPユニット。機動力と砲撃能力を向上させる（ハンマーロックへの装着時はアイアンクローも増設される）。これを装備したRZ-057 スナイプマスターをスナイプマスターFBと呼称する。
※内容は通常版「CP-24 フレキシブルブースターユニット」商品パッケージに準拠。
キット解説
成型色は大まかに、通常版では全体が黒、限定版では全体がライトグレイ。いずれのバージョンもシールは同様で、これは当キット用の新規のもの。

### CP-25 アクティブシールドユニット
| アクティブシールドユニット | アクティブシールドユニット |
| -------------------------- | --- |
| 番号                       | CP-25 |
| 開発                       | Nakase Industry |
| 内容                       | アクティブシールド×2 シールド用フレキシブルアーム×2 ストライクトンファー×2 ビームキャノン×2 スモークディスチャージャー（三連）×1 |
| 販売形態                   | 一般販売（通常版） ゾイドショップにて数量限定販売（限定版）                                                                      |
| 販売時期                   | 2002年1月19日発売（通常版） 2003年5月20日発売（限定版）                                                                          |

主としてスナイプマスターやハンマーロックに対応するCPユニット。小型ゾイドの生還率を向上させることを主眼とした装備。敵の砲弾を感知するオートシールド機能を持ち、防御力と格闘能力を向上させる。これを装備したRZ-057 スナイプマスターをスナイプマスターASと呼称する。
※内容は通常版「CP-25 アクティブシールドユニット」商品パッケージに準拠。
キット解説
成型色は大まかに、通常版では全体が濃緑色、限定版では全体が赤。いずれのバージョンもシールは同様で、これは当キット用の新規のもの。

### CP-26 全方位ミサイルユニット
| 全方位ミサイルユニット | 全方位ミサイルユニット |
| ---------------------- | --- |
| 番号                   | CP-26 |
| 開発                   | Nakase Industry |
| 乗員人数               | 1名 |
| 内容                   | 全方位ミサイル（ミサイル×9）×1 ミサイルベイ（ミサイル×2）×1 ミサイルシート（ミサイル×2）×1 夜間戦闘用ナイトビジョン×1 マルチレーダー×1 |
| 販売形態               | 一般販売（通常版） ゾイドショップにて数量限定販売（限定版）                                                                            |
| 販売時期               | 2002年1月19日発売（通常版） 2003年5月20日発売（限定版）                                                                                |

主としてスナイプマスター、ハンマーロックに対応するCPユニット。局地戦仕様ゆえに装備の充実度で劣る小型ゾイドが中・大型ゾイドに対抗することを主眼としている。3種類の対地・対空ミサイルに加え、ハンマーロックへの装着時はレーダーとナイトビジョンをセットとし命中率の向上を図っている。これを装備したEZ-056 ハンマーロックの呼称は特に定められていない。その一方で、これを装備したRZ-057 スナイプマスターをスナイプマスターMUと呼称する。
※内容は通常版「CP-26 全方位ミサイルユニット」商品パッケージに準拠。
キット解説
ミサイルシートに乗せる椅座姿勢のパイロットフィギュア1体も含まれる。成型色は大まかに、通常版では全体がガンメタル、限定版では全体が青、いずれのバージョンもパイロットフィギュアが青。いずれのバージョンもシールは同様で、これは当キット用の新規のもの。

### CP-27 シュトゥルムユニット
| シュトゥルムユニット STORM UNIT | シュトゥルムユニット STORM UNIT                                                             |
| ------------------------------- | ------------------------------------------------------------------------------------------- |
| 番号                            | CP-27                                                                                       |
| 所属                            | ネオゼネバス帝国                                                                            |
| 内容                            | アクティブシールド（エクスブレイカー）×2 シュトゥルムブースター×2 スラスター ヘッドアーマー |
| 販売形態                        | 一般販売                                                                                    |
| 販売時期                        | 2002年1月26日発売                                                                           |

CPユニットにラインナップされているが、実質的にはバーサークフューラー専用のチェンジングアーマーシステム（ライガーゼロ#CAS（チェンジング・アーマー・システム））。外装をシュトゥルムユニットに換装したEZ-049 バーサークフューラーは高速戦闘を得意とし、シュトゥルムフューラーと呼称される。
※内容は「CP-27 シュトゥルムユニット」商品パッケージに準拠。
キット解説
成型色は大まかに、大部分の装甲がEZ版バーサークフューラー同様紫みを帯びた白（ラベンダーに近いがさらに淡い）、スラスター噴射口が黒に近いダークグレー（消炭色に近い）、アクティブシールドがレッド、エクスブレイカーがガンメタル。エクスブレイカーとスラスター噴射口は軟質素材で成型されており、そのままでの加工や塗装が困難である。シールは当キット用の新規のもの。このシールにガイロス帝国の国章と鉄竜騎兵団のエンブレムがあしらわれている一方、ネオゼネバス帝国の国章が見られない。

### カスタマイズパーツA1
CP-01 ビームキャノンセットをRZ-009 コマンドウルフまたはRZ-013 カノントータスに、CP-02 アサルトユニットをEZ-026 ジェノザウラーまたはEZ-005 レドラーに、CP-03 ビームガトリングセットをEZ-015 アイアンコングまたはEZ-016 セイバータイガーに接続するアタッチメントパーツのセット。通常のCPユニットと異なり、兵装の類ではない。成型色は黒。シール類は付属しない。
2000年6月に開催されたイベント『第12回次世代ワールドホビーフェア』会場にて限定発売された。
当商品はANIME 10th EDITION-02 アイアンコング〈カール・L（リヒテン）・シュバルツ仕様〉に流用された。

## ブロックスカスタマイズパーツ
ゾイドブロックスのキットの一部パーツを、成型色変更し別売りとしたもの。ブロックのみのセット販売品であるブロックスブロックセットやジョイントの単品売りであるブロックスジョイントパーツセット01もこのシリーズに属する。
ブロックスカスタマイズパーツA
BZ-005 フライシザースやBZ-011 ロードゲイルの翼パーツを、クリアブルーに成型色変更したもの。
ブロックスカスタマイズパーツB
BZ-008 デモンズヘッドやBZ-011 ロードゲイルのマグネイズスピア×2、マグネクロー×2を、クリアレッドに成型色変更したもの。
ブロックスカスタマイズパーツC
BZ-010 ボルドガルドの2連装中距離キャノン×2、レーザークロー×4、コックピットの一部を、クリアブラウンに成型色変更したもの。
ブロックスカスタマイズパーツD
BZ-012 レオストライカーのマルチプルキャノン×2、ザンブレイカー、中型ミサイルポッド×2、小型ミサイルポッド、コックピットの一部を、クリアブラックに成型色変更したもの。
ブロックスカスタマイズパーツE
BZ-014 ディアントラーのプラズマブレードアンテナ×2を、ピンクに近いクリアパープルに成型色変更したもの。
ブロックスカスタマイズパーツF
BZ-013 カノンダイバーのビームランチャー、ミサイルランチャー、テイルナイフ、サーチライト×2、頭部とコックピットの一部を、クリアオレンジに成型色変更したもの。
ブロックスカスタマイズパーツG
BZ-009 バスターイーグルのバスターキャノン×1を、ガンメタルに成型色変更したもの。二門そろえるためには、このブロックスカスタマイズパーツGが2セット必要となる。プロトゴジュラスギガへの装着を想定して、オレンジ色のゴムキャップが一個付属する。
ブロックスカスタマイズパーツH
BZ-016 シザーストームやBZ-017 レーザーストームのストームガトリング×1、コックピットの一部を、クリアブラックに成型色変更したもの。
ブロックスカスタマイズパーツI
BZ-018 ディスペロウの3連ロングレンジキャノン×2、マルチプルキャノン×2、コックピットの一部を、クリアブラウンに成型色変更したもの。
ブロックスブロックセット
ヘリック共和国系とネオゼネバス帝国系それぞれのブロックを、陸ブロック（黒）、海ブロック（青）、空ブロック（ライトグレー）の3種類ずつ、合計6個セットにしたもの。
ブロックスブロックセットクリア
ブロック外枠を色つきクリア素材で成型したブロックスブロックセット。陸ブロックがクリアブラック、海ブロックがクリアブルー、空ブロックがクリアスカイブルーとなっている。2003年7月に開催された『ゾイド』シリーズ20周年記念イベント「大ZOIDS博」会場にて限定発売された。
「大ZOIDS博」会場では同時にバスターイーグルクリアバージョン、ロードゲイルクリアバージョンが限定発売された。
ブロックスジョイントパーツセット01
BZ-011 ロードゲイル、BZ-015 スティルアーマー、BZ-018 ディスペロウといったキットの一部であったボールジョイントパーツを、黒からガンメタルに成型色変更したもの。ただし、本来のキット一体に必要な分をそろえるためには、このブロックスジョイントパーツセット01が2セット必要となる。

## ゾイドパワーアップパーツ
ゾイドジェネシスシリーズのキットに対応した追加装備。それぞれ装着するゾイドが想定されているが、接続方法が主に5mmジョイントであるため他のゾイドやゾイドブロックスに流用可能である。いずれも2005年10月中旬頃発売された。
ZP-A ゾイドパワーアップパーツ・セットA
内容は、GZ-007 ソードウルフ用の大剣「バイオクラッシャー」、GZ-011 レインボージャーク用の補助推進器「ウインドダンサー」、ジョイントパーツ。バイオクラッシャーを装備したソードウルフはソードウルフクラッシャー、ウインドダンサーを装備したレインボージャークはレインボージャークウインドと呼称される。ジョイントパーツとは、ゾイドパワーアップパーツシリーズ中このセットAにのみ付属する接続用の部品である。
ZP-B ゾイドパワーアップパーツ・セットB
内容は、GZ-012 ランスタッグ用の格闘武器「トゥインクルブレイカー」、GZ-014 デッドリーコングの封印武装「シザーアーム」。トゥインクルブレイカーを装備したランスタッグはランスタッグブレイクと呼称される。シザーアームの爪はアニメ『ゾイドジェネシス』劇中では8基だが、このキットでは構成の都合上6基となっている。
ZP-C ゾイドパワーアップパーツ・セットC
内容は、GZ-008 ソウルタイガー用の加速装置「ソウルブースター」、GZ-013 バンブリアン用の格闘武器「グランドスター」。ソウルブースターを装備したソウルタイガーはソウルタイガーブースト、グランドスターを装備したバンブリアンはバンブリアングランドと呼称される。

## 改造武器セット
ゾイドワイルドシリーズに登場する改造武器セット。商品名称は「CUSTOMIZE WEAPON」と表記されているが、同シリーズのゾイドと一連のナンバリングとなっている。

### ZW30 アサルトブーストユニット
| アサルトブーストユニット | アサルトブーストユニット                                                                      |
| ------------------------ | --------------------------------------------------------------------------------------------- |
| 番号                     | ZW30                                                                                          |
| 内容                     | A-Zインパクトキャノン砲×2 A-Z超電磁ブレード×2 A-Z対空4連装砲×1 全天候型ハイパワーブースター×2 |
| 販売形態                 | 一般販売                                                                                      |
| 販売時期                 | 2019年10月5日発売                                                                             |

高機動強襲型の改造装備セット。同セットによる主な改造例としてビーストライガー高機動強襲仕様がある。また、A-Zインパクトキャノン砲とバスターレーダーユニットのA-Z2連装キャノン砲を連結させるとA-Zロングレンジ2連装キャノン砲となる。

### ZW31 バスターレーダーユニット
| バスターレーダーユニット | バスターレーダーユニット |
| ------------------------ | --- |
| 番号                     | ZW31 |
| 内容                     | A-Z2連装キャノン砲×2 A-Z3連チャージミサイル×2 A-Z10連装マニューバミサイルポッド×2 エクステンシブ・レドーム×1 A-Z対空速射砲×2 フレキシブルアーム×2 |
| 販売形態                 | 一般販売 |
| 販売時期                 | 2019年10月5日発売 |

遠距離砲撃型の改造装備セット。同セットによる主な改造例としてスナイプテラ遠距離砲撃仕様がある。また、A-Z2連装キャノン砲とアサルトブーストユニットのA-Zインパクトキャノン砲を連結させるとA-Zロングレンジ2連装キャノン砲となる。

### ZW40 グラビティキャノンユニット
| グラビティキャノンユニット | グラビティキャノンユニット |
| -------------------------- | --- |
| 番号                       | ZW40 |
| 内容                       | A-Z2連装キャノン砲×2 A-Zインパクトキャノン砲×2 A-Z3連装チャージミサイル×2 エクステンシブ・レドーム×1 フレキシブルアーム×2 パワーライフル×2 パンツァーファウスト×2 ウイングカッター×2 ロングアサルトキャノン×2 アタッチメントフレーム×2 スクエアシールド×2 |
| 販売形態                   | 一般販売 |
| 販売時期                   | 2020年3月28日発売 |

高火力砲撃型の改造装備セット。同セットによる主な改造例としてライジングライガー高火力砲撃仕様がある。

### ZW41 ダッシュブレイカーユニット
| ダッシュブレイカーユニット | ダッシュブレイカーユニット |
| -------------------------- | --- |
| 番号                       | ZW41 |
| 内容                       | A-Z超電磁ブレード×2 A-Z対空4連装砲×2 A-Z対空速射砲×2 A-Z10連装マニューバミサイルポッド×2 全天候型ハイパワーブースター×2 メガランス×2 ボーンブレード×2 オートソー×2 グラインダーカッター×2 アークナイフ×2 コンバットクロー×2 |
| 販売形態                   | 一般販売 |
| 販売時期                   | 2020年3月28日発売 |

高速戦闘型の改造装備セット。同セットによる主な改造例としてソニックバード高速戦闘強化仕様がある。

### 非売品
ナンバリングされていないキャンペーン配布などの改造パーツ。
公式改造武器
公式武器ゲットキャンペーンとして、一定金額以上のゾイドワイルド製品購入者に先着で配られた改造パーツ。
A-Zレーザーガン、A-Zインパクトレーザーガン
2019年7月開始のキャンペーンで配布。2つの武器を連結させるとA-Zロングレンジレーザーガンとなる。カラーバリエーションとして、薄い灰色のシルバーチタンバージョンと濃い灰色のスチールメタルバージョンがある。
コンバットライフル、ロングアサルトキャノン
2019年11月開始のキャンペーンで配布。
コマンドアタッカーユニット
2019年8月に行われた児童向けイベントで配布された改造セット。「メインウェポン」「サブウェポン」「サポートウェポン」の3種類のカテゴリーから、それぞれ1つずつが入手できた。
メインウェポン
メガランス x2、ボーンブレード x2、コンバットクロー x2
サブウェポン
アークナイフ x2、オートソー x2、ウィングカッター x2
サポートウェポン
グラインダーカッター x2、パンツァーファウスト x2、スクエアシールド x2

## シール・デカール
第2期シリーズではキャンペーン用の景品やイベント会場の限定販売品として様々なゾイド用シールが作られており、レオマスターなどの部隊マークやゾイド第1期時代のデザインによる各陣営の国章がセットになっていた。
ゾイド（共和国・帝国）デカールセット
発売はウェーブ。第2期ゾイドのシールデザインを元にした水転写式のデカールで共和国用・帝国用の2種類が発売された。それぞれに第1期時代のヘリック共和国とゼネバス帝国の国章やレオマスター、鉄竜騎兵団などの部隊マークがセットになっている。

## その他
- ストームソーダーはエンジンポッドと本体の接続部にコネクターが設置されているが、これに対応するカスタマイズパーツは発売されていない（CP-16 ゾイドコントローラーには対応していない）。
- ゾイド公式ファンブック2巻に登場した1200mmウルトラキャノンは当初ウルトラザウルス専用のカスタマイズパーツとして商品化が検討されていたが、サイズと価格の関係から見送られた（ウルトラザウルス・ザ・デストロイヤーも参照）。
- バーサークフューラーの砲撃戦用CASとしてヤクトユニットの商品化が検討されていたが、見送られた（ヤクトフューラーも参照）。